# Odontodes subfusca
Odontodes subfusca är en fjärilsart som beskrevs av Louis Beethoven Prout 1928. Odontodes subfusca ingår i släktet Odontodes och familjen nattflyn. Inga underarter finns listade i Catalogue of Life.